# Liceul Teoretic Zimnicea
Liceul teoretic Zimnicea este o unitate de învățământ din orașul Zimnicea, care funcționează din decembrie 1977.

## Scurt istoric
Liceul Teoretic Zimnicea, din orașul Zimnicea, funcționeaza in actualul local de 31 de ani, fiind rezultatul unei donații a Guvernului elvețian, făcută orașului în urma cutremurului devastator din 4 martie 1977. Construirea acestei grup de clădiri a durat un timp record 112 zile, făcând ca liceul să fie inaugurat în același an, 1977, la 17 decembrie, în prezența ambasadorului Elvetiei la București și a reprezentantilor Ministerului Educației și Învățământului din Republica Socialistă România, denumirea oficială de atunci a țării.

## Structura clădirilor
Acest complex scolar este alcătuit din trei corpuri, unul compus din 17 săli de clasă pentru cursuri, laboratoare si cabinete, iar celelalte două fiind rezervate, una sălii de sport iar cealaltă diferit desemnată, care a funcționat până în 1989 ca atelier scoală, întrucât liceul avea pe atunci profil de liceu industrial.
După 1989, liceul a recăpătat profilul teoretic iar fostul local al atelierului a fost destinat bibliotecii, care poarta numele unui mare scriitor italian, Gaetano Camillo, candidat la premiul Nobel pentru literatură, care a vizitat liceul în câteva rânduri, prezentându-și câteva din cărțile sale bilingve româno-italiene, publicate în România.

## Descrierea clădirilor
- Clădirea principală
  - Cabinete: Geografie, Informatică, Tehnologia Informațiilor și a Comunicațiilor, Istorie, Psihologie și Română,
  - Laboratoare: Biologie, Chimie, Fizică
- Baza sportivă
  - Sală de sport cu vestiare și dușuri
  - Terenuri de baschet, handbal, volei și fotbal
- Sisteme proprii
  - Apă potabilă
  - Încălzire proprie
  - Conexiune Internet
  - Antenă satelit de la Centrul Seismologic Bucuresti
- Calculatoare - Pentium IV - 50 de bucăți